# 松村
松村（法語：Son，法語發音：[sɔ̃] ⓘ）是法国阿登省的一个市镇，属于勒泰勒区。

## 地理
松村（49°34'55"N, 4°16'34"E）面积9.03 平方千米，位于法国大東部大區阿登省，该省份为法国北部内陆省份，西接埃纳省，南至马恩省，东临默兹省，北与比利时接壤。
与松村接壤的市镇（或旧市镇、城区）包括：沙普、波尔西安堡、埃克利、欧特维尔、勒莫库尔、圣费尔热。
松村的时区为UTC+01:00、UTC+02:00（夏令时）。

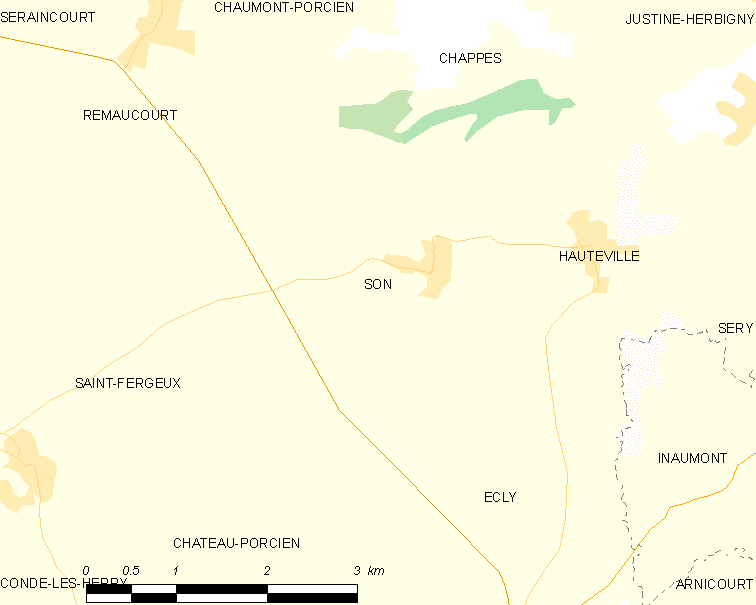
松村的OSM定位图

## 行政
松村的邮政编码为08300，INSEE市镇编码为08426。

## 政治
松村所属的省级选区为波尔西安堡县。

## 人口

1962-2008年间松村人口变化图示

松村于2022年1月1日时的人口数量为89人。